# Campeonato Europeu de Atletismo em Pista Coberta de 2017 - 800 m feminino
A prova dos 800 metros feminino do Campeonato Europeu de Atletismo em Pista Coberta de 2017 foi disputada entre os dias 3 e 5 de março de 2017 na Arena Kombank em Belgrado,  na Sérvia. 

## Recordes
Antes desta competição, os recordes mundiais e do campeonato nesta prova eram os seguintes:
|                       | Nome           | Nacionalidade | Tempo     | Local | Data               |
| --------------------- | -------------- | ------------- | --------- | ----- | ------------------ |
| Recorde mundial       | Jolanda Čeplak | Eslovênia     | 1m 55s 82 | Viena | 3 de março de 2002 |
| Recorde do campeonato | Jolanda Čeplak | Eslovênia     | 1m 55s 82 | Viena | 3 de março de 2002 |
| Recorde europeu       | Jolanda Čeplak | Eslovênia     | 1m 55s 82 | Viena | 3 de março de 2002 |

## Medalhistas
| Ouro                | Prata                       | Bronze                    |
| Selina Büchel (SUI) | Shelayna Oskan-Clarke (GBR) | Aníta Hinriksdóttir (ISL) |

## Cronograma
Todos os horários são locais (UTC+2).
| Data       | Hora  | Evento    |
| ---------- | ----- | --------- |
| 3 de março | 10:58 | Bateria   |
| 4 de março | 19:03 | Semifinal |
| 5 de março | 17:25 | Final     |

## Resultados

### Bateria
Qualificação: 2 atletas de cada bateria  (Q) mais os 4 melhores qualificados (q). 
| Posição | Bateria | Atleta                | Nacionalidade | Tempo   | Notas |
| ------- | ------- | --------------------- | ------------- | ------- | ----- |
| 1       | 2       | Aníta Hinriksdóttir   | Islândia      | 2:02.82 | Q     |
| 2       | 4       | Selina Büchel         | Suíça         | 2:03.11 | Q     |
| 3       | 4       | Esther Guerrero       | Espanha       | 2:03.38 | Q     |
| 4       | 2       | Lovisa Lindh          | Suécia        | 2:03.47 | Q     |
| 5       | 4       | Sanne Verstegen       | Países Baixos | 2:03.55 | q     |
| 6       | 2       | Alexandra Štuková     | Eslováquia    | 2:04.46 | q,    |
| 7       | 2       | Anastasiya Tkachuk    | Ucrânia       | 2:04.62 | q     |
| 8       | 3       | Clarisse Moh          | França        | 2:04.74 | Q     |
| 9       | 3       | Stina Troest          | Dinamarca     | 2:04.78 | Q     |
| 10      | 4       | Charline Mathias      | Luxemburgo    | 2:04.82 | q     |
| 11      | 3       | Hedda Hynne           | Noruega       | 2:04.88 |       |
| 12      | 3       | Anna Silvander        | Suécia        | 2:05.63 |       |
| 13      | 2       | Lenka Masná           | Chéquia       | 2:05.64 |       |
| 14      | 4       | Yngvild Elvemo        | Noruega       | 2:05.79 |       |
| 15      | 1       | Shelayna Oskan-Clarke | Reino Unido   | 2:06.02 | Q     |
| 16      | 1       | Liga Velvere          | Letônia       | 2:06.03 | Q     |
| 17      | 1       | Olha Lyakhova         | Ucrânia       | 2:06.33 |       |
| 18      | 1       | Kateřina Hálová       | Chéquia       | 2:06.85 |       |
| 19      | 1       | Bianka Kéri           | Hungria       | 2:07.71 |       |

### Semifinal
Qualificação: 3 atletas de cada bateria. 
| Posição | Bateria | Atleta                | Nacionalidade | Tempo   | Notas   |
| ------- | ------- | --------------------- | ------------- | ------- | ------- |
| 1       | 1       | Esther Guerrero       | Espanha       | 2:02.91 | Q       |
| 2       | 1       | Aníta Hinriksdóttir   | Islândia      | 2:02.97 | Q       |
| 3       | 1       | Stina Troest          | Dinamarca     | 2:02.98 | Q       |
| 4       | 1       | Sanne Verstegen       | Países Baixos | 2:03.06 |         |
| 5       | 2       | Shelayna Oskan-Clarke | Reino Unido   | 2:03.09 | Q       |
| 6       | 2       | Selina Büchel         | Suíça         | 2:03.23 | Q       |
| 7       | 2       | Lovisa Lindh          | Suécia        | 2:03.26 | Q       |
| 8       | 2       | Clarisse Moh          | França        | 2:04.85 |         |
| 9       | 1       | Anastasiya Tkachuk    | Ucrânia       | 2:05.78 |         |
| 10      | 1       | Charline Mathias      | Luxemburgo    | 2:05.93 |         |
| 11      | 2       | Alexandra Štuková     | Eslováquia    | 2:07.47 |         |
| 12      | 2       | Liga Velvere          | Letônia       | DSQ     | R163.3b |

### Final
A final aconteceu às 17:25 no dia 5 de março de 2017. 
| Posição           | Atleta                | Nacionalidade | Tempo   | Notas            |
| ----------------- | --------------------- | ------------- | ------- | ---------------- |
| Medalha de ouro   | Selina Büchel         | Suíça         | 2:00.38 | Recorde nacional |
| Medalha de prata  | Shelayna Oskan-Clarke | Reino Unido   | 2:00.39 | Recorde pessoal  |
| Medalha de bronze | Aníta Hinriksdóttir   | Islândia      | 2:01.25 |                  |
| 4                 | Lovisa Lindh          | Suécia        | 2:01.37 | Recorde pessoal  |
| 5                 | Stina Troest          | Dinamarca     | 2:02.93 |                  |
| 6                 | Esther Guerrero       | Espanha       | 2:03.09 |                  |

Legenda
| Recorde mundial       | Recorde mundial (World record)               |                       | Recorde africano                      | Recorde africano (African) |                                           | Q | Classificado por posição (Qualified) |
| Recorde do campeonato | Recorde do campeonato (Championship record)  | Recorde da América    | Recorde da América (Americas)         | q                          | Classificado por melhor tempo (Qualified) |   |                                      |
| Melhor marca do ano   | Melhor marca do ano (World leading)          | Recorde asiático      | Recorde asiático (Asian)              | DNS                        | Não largou (Did not start)                |   |                                      |
| Recorde nacional      | Recorde nacional (National record)           | Recorde europeu       | Recorde europeu (European)            | DNF                        | Não terminou (Did not finish)             |   |                                      |
| Recorde pessoal       | Recorde pessoal do atleta (Personal best)    | Recorde da Oceania    | Recorde da Oceania (Oceania)          | DSQ / DQ                   | Desclassificado (Disqualified)            |   |                                      |
| Recorde da temporada  | Recorde da temporada do atleta (Season best) | Recorde sul-americano | Recorde sul-americano (South America) | NM                         | Sem marca (No mark)                       |   |                                      |